# Marsilea subterranea
Marsilea subterranea är en klöverbräkenväxtart som beskrevs av Leprieur. Marsilea subterranea ingår i släktet Marsilea och familjen Marsileaceae.
IUCN kategoriserar arten globalt som livskraftig (LC). Inga underarter finns listade.